# Arvi Oksala
Arvi Adiel Oksala (till 1906 Tapper), född 2 januari 1891 i Jyväskylä, död 23 juli 1949 i Helsingfors, var en finländsk politiker.
Oksala blev student 1910 och utexaminerades från Tekniska högskolan i Helsingfors 1914. Han arbetade inom flottningsbranschen i Gränskarelen 1920–1937 samt blev känd som en av Finlands främsta flottningsexperter. Han utsågs till biträdande ombudsman vid Finska träförädlingsindustriernas centralförbund 1937 och till överombudsman vid Centralhandelskammaren 1940. Han representerade Samlingspartiet i Finlands riksdag från 1930 och var försvarsminister i Toivo Mikael Kivimäkis samlingsregering 1932–1937. Han publicerade facklitteratur om flottning; Uitto ja lauttaus sekä uittorakenteet (1926) och Uittoteknologia (1936). 